# Guløret tukanet
Guløret tukanet (latin: Selenidera spectabilis) er en fugl i familien tukaner i ordenen spættefugle. Den lever i regnskovene fra Honduras til det nordvestligste Ecuador.